# 伯特·范梅南
貝特·范·馬南（Bert van Manen，1965年3月24日—）是一位澳洲政治人物，他的黨籍是昆士蘭自由國家黨。自2015年開始，他是福德選區選出的澳大利亞眾議院的議員。他成長在沃特福德。